# 傅汝梅
傅汝梅（?—?），江西省建昌府南城縣人，清朝政治人物、進士出身。
光緒九年（1883年），参加癸未科殿試，登進士二甲52名。同年五月，改翰林院庶吉士。光緒十二年四月，散館，著以知县即用。光绪三十年（1904年），擔任清朝廣州府南海縣知縣。后由胡銘槃接任。